# Elfbergen
Elfbergen is een natuurgebied in Gaasterland in de Nederlandse provincie Friesland.

## Beschrijving
Het bos ligt ten noorden van Oudemirdum. Het is een van de bossen die in de 19e eeuw werden aangelegd door jhr. G.R.G. van Swinderen. In 1925 kwam het in bezit van de gemeente Gaasterland die het in 1976 verkocht aan Staatsbosbeheer. Met 175 hectare is dit het grootste bos van Gaasterland. Het bos heeft naald- en loofhoutsoorten in allerlei leeftijden. Tijdens de crisisjaren van de 20e eeuw was er op dit terrein een werkkamp voor jeugdige werklozen gevestigd onder de naam Werkkamp Elfbergen. De grote vijver met een houten brug was een van de werkzaamheden die deze jonge mensen tussen 1935 en 1937 uitvoerden. 

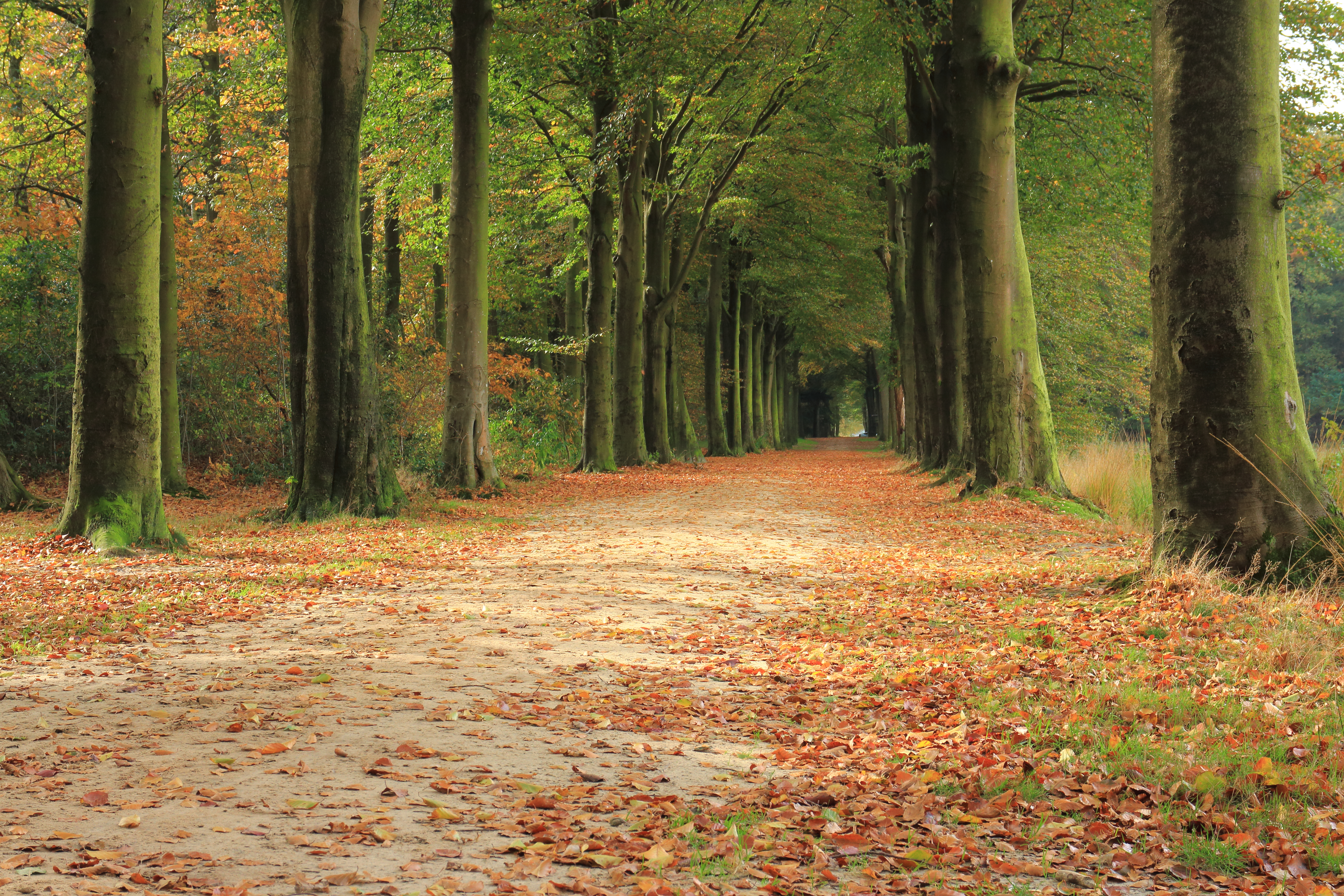
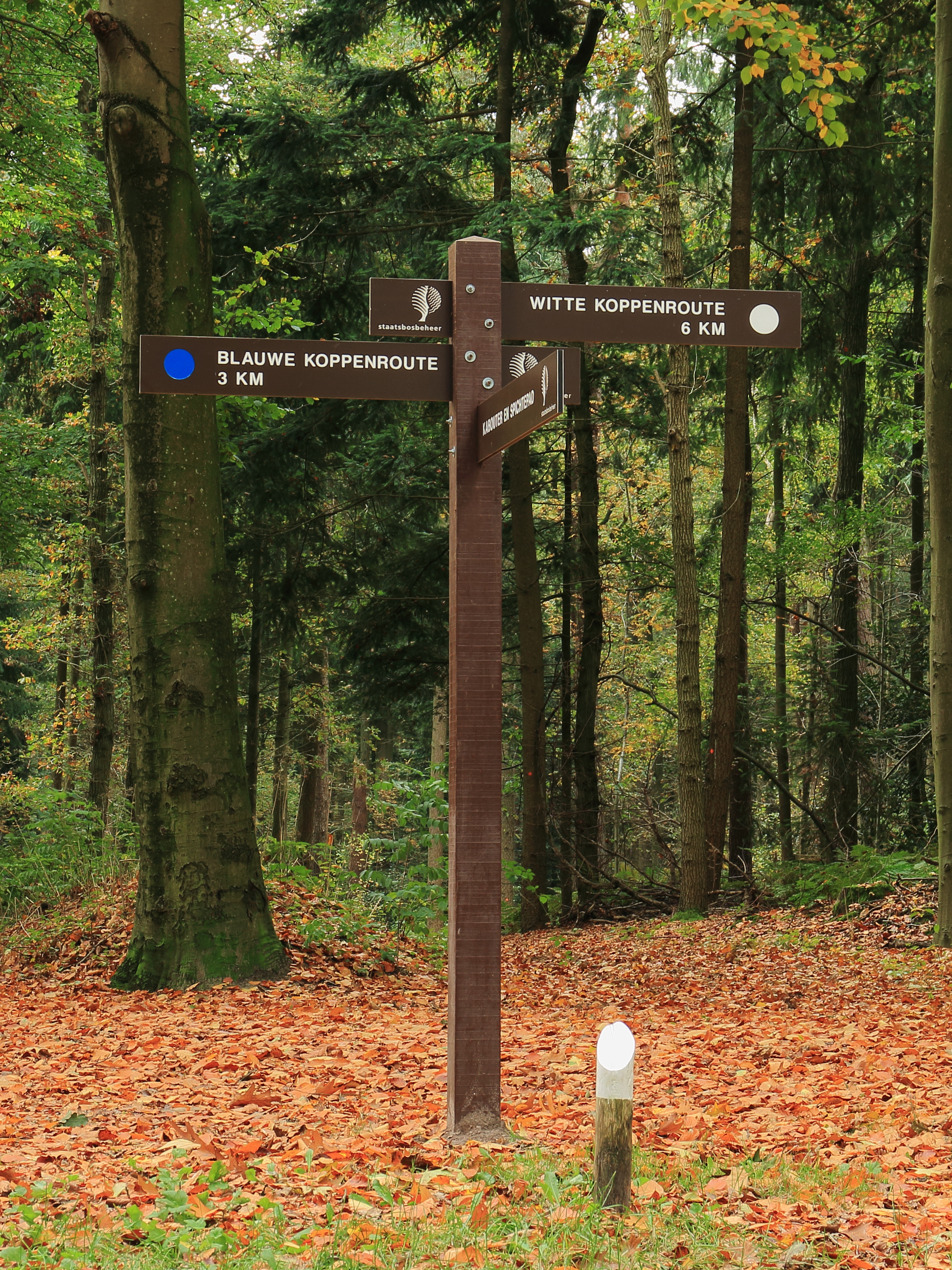

Balksterbos · 
Bremer wildernis ·
Elfbergen ·
Harichsterbos ·
Jolderenbos ·
Lycklamabos ·
Nijemirdumerheide ·
Oudemirdumer Klif ·
Rietpollen ·
Roekebos ·
Rijsterbos ·
Séfonsterpolder ·
Sondelerleien ·
Starnumanbossen ·
Steile Bank ·
Wijckelerhop ·
Wijde Rijn ·
Wikelerbosk ·
Wyldemerk ·
Het Zwin